# Searching (película)
Searching es una película estadounidense de suspenso psicológico de 2018, dirigida por Aneesh Chaganty y protagonizada por John Cho y Debra Messing. La película está filmada desde el punto de vista de pantallas de celulares y computadoras, y sigue la historia de un padre intentando encontrar a su hija de 16 años desaparecida. Es la primera gran producción de suspenso en ser protagonizada por un actor asiático-estadounidense en Hollywood.
La película tuvo su premier en el Festival de Cine de Sundance el 21 de enero de 2018. Fue estrenada el 24 de agosto de 2018, por Screen Gems.

## Argumento
La película empieza con David y Pam, una pareja que graba y sube a Internet cada parte de su vida y del crecimiento de su hija Margot. La familia se ve muy feliz, hasta que a Pam le diagnostican un linfoma, con el que lucha durante mucho tiempo hasta que finalmente muere.
Después de tres años de la tragedia, se ve a David recuperado y hablando con su hija por FaceTime, en la que ella le dice a su padre que se quedará hasta el día siguiente en casa de Abby, una amiga. Esa misma noche, David habla con su hermano Peter sobre una receta que Pam hacía "Gumbo". Más tarde, durante la madrugada, Margot llama a David tres veces y este no contesta, ya que se encontraba durmiendo.
Al día siguiente, David se encuentra en su trabajo, y llama a Margot, quien no le contesta; este se preocupa un poco y llama a la mamá de Isaac (un amigo de Margot), ésta le dice que se fueron a acampar a las montañas. David, más tranquilo, vuelve a su casa, y recibe llamadas de Isaac, quien le dice que Margot no fue a acampar con ellos.
David, preocupado, llama a todos los "amigos" cercanos de Margot; todos le responden que Margot no tiene amigos y que siempre anda muy sola. Abby, por FaceTime, le dice a David que Margot siempre está en Tumblr. 
David, ya sin nada que hacer y a casi dos días de la desaparición de su hija, decide llamar a la policía. La oficial "encargada" es  Rosemary Vick, quien junto con David, pone en marcha la búsqueda de Margot. 
Después de varias horas, y con sólo una pista, la de que Margot condujo la noche del jueves hacia Lago Barbosa (en la frontera hacia otro estado), David se desespera aún más y decide revisar en la laptop de su hija; lugar en donde encuentra muchas pistas: ¹Margot se encontraba en la red social YouCastNow, donde alguien continuamente comenta sus vídeos. ²Un sospechoso: Derek Ellis, quien  se ponía en contacto con ella seguidamente y es un fumador habitual de marihuana. ³Descubre que el Lago Barbosa quedaba cerca del lugar preferido de Margot, donde él supone que fue. David decide llamar a Rosemary y contarle todas las pistas.
Al siguiente día, Rosemary se contacta con David y le dice que fue a ver al usuario que siempre comentaba los vídeos de Margot en YouCastNow y según Rosemary, ésta y su gerente confirmaron que la chica estaba trabajando cuando Margot desapareció. David decide ir a buscar por su propia cuenta a su hija al Lago Barbosa, donde encuentra el llavero de su hija y su coche sumergido en el agua; los policías llegan a la brevedad y sacan el automóvil de Margot. Ya en el lugar, piden voluntarios para investigar y buscar a Margot, o por lo menos su cuerpo. Esa misma noche, ocurre una gran tormenta que impide el seguimiento de las búsquedas.
David sigue buscando en la laptop y revisa lo que encontraron los policías en el automóvil, y se percata de que hay una camiseta que lleva el logo del equipo de hockey "Fins", lugar donde trabaja su hermano Peter; David revisa los mensajes de Margot y Peter, y descubre mensajes como "Estuvo divertido lo que hicimos", "Esta noche lo haremos otra vez", etcétera. Esto estremece a David, y se precipita a ir a casa de Peter. En casa de Peter, David instala unas cámaras y se decide a enfrentar a Peter, y lo golpea; Peter le dice a David que sólo le daba marihuana, y David se enoja. Ya con David y Peter reconciliados, Rosemary llama a David y le dice que encontraron al presunto secuestrador de su hija, y que este la mató.
David, destruido, decide subir vídeos de su hija a una página memorial en Internet; lo que hace dudar a David es que la chica del logo de la página es la misma que comentaba los vídeos de Margot. Este investiga a la chica y se da cuenta de que la chica es una modelo para marcas, por lo que la cuenta de YouCastNow era falsa, y que Rosemary nunca fue a investigar a la chica. David sigue buscando y se entera de que el presunto asesino de su hija era un expresidiario conocido de Rosemary, ya que encuentra una foto en línea donde se los ve juntos. Este llama al 911 y la operadora le informa que a Rosemary nunca le entregaron el caso de la búsqueda de su hija, sino que ella se ofreció. David le cuenta todo a la policía y va al funeral de su hija, donde atrapan a la detective Rosemary por el homicidio de Margot. Sin embargo, Rosemary confiesa todo, indicando que trató de cubrir a su hijo, quien siempre estuvo enamorado de Margot, y trató de abusar de ella. Finalmente encuentran con vida a Margot en un acantilado cerca del Lago Barbosa con vida, gracias a la lluvia.

## Reparto
- John Cho como David Kim, esposo de Pamela Nam y padre de Margot.
- Debra Messing como Detective Rosemary Vick.
- Michelle La como Margot Kim, hija de Pamela Nam y David.
- Sara Sohn como Pamela Nam Kim, esposa de David y madre de Margot.
- Joseph Lee como Peter.
- Ric Sarabia como Randy Cartoff.

## Estreno
La película tuvo su premier mundial en el Festival de Cine de Sundance el 21 de enero de 2018. Poco tiempo después, Sony Pictures Worldwide Acquisitions adquirió los derechos de distribución de la cinta. La película sería estrenada el 3 de agosto de 2018, pero fue atrasada para el 24 de agosto de 2018. En España fue estrenada el 28 de septiembre de 2018.

## Recepción
Searching ha recibido reseñas positivas de parte de la crítica y de la audiencia. En el portal de internet Rotten Tomatoes, la película posee una aprobación de 92%, basada en 255 reseñas, con una calificación de 7.5/10 y con un consenso crítico que dice: «Searching, y su premisa oportuna y ejecución original se refuerzan aún más con personajes completos traidos a la vida por un talentoso elenco». De parte de la audiencia tiene una aprobación de 87%, basada en más de 5000 votos, con una calificación de 4.1/5.
El sitio web Metacritic le ha dado a la película una puntuación de 71 de 100, basada en 34 reseñas, indicando "reseñas generalmente favorables". En el sitio web IMDb los usuarios le han dado una calificación de 7.6/10, sobre la base de 150 002 votos. En la página web FilmAffinity, la cinta tiene una calificación de 6.7/10, basada en 11 331 votos.